# Sphenomerus melanesiensis
Sphenomerus melanesiensis is een keversoort uit de familie kniptorren (Elateridae). De wetenschappelijke naam van de soort is voor het eerst geldig gepubliceerd in 1936 door Van Zwaluwenburg.